# 1812: Уланська балада
«18:12: Уланська балада» (рос. 1812: Уланская баллада) — художній фільм режисера Олега Фесенко 2012 року, знятий до ювілею Франко-російської війни 1812 року.

## Зміст
Завдяки своїй відчайдушній сміливості Олексій Тарусов здобуває особливо важливі відомості для командувача російською армією Кутузова. Як нагороду Олексій просить фельдмаршала зарахувати його юнкером у полк уланів, де служать троє найвідчайдушніших рубак і серцеїдів полку – Горжевський, Кікнадзе та Птуха. Один за всіх і всі за одного – ось їхнє бойове кредо. Саме їм командувач довіряє найбільш ризиковані та важкі завдання. Щоб бути другом цих «напівбогів», Олексію слід бути, щонайменше, не гіршим за них.

## Ролі
- Сергій Безруков — (Го)Ржевський
- Антон Соколов — Олексій Турусов
- Анатолій Білий — Кікнадзе
- Станіслав Дужников — Птуха
- Валерій Ніколаєв — Де Вітт
- Анна Чіповська — Беата
- Ольга Кабо — Марта
- Сергій Журавель — Кутузов
- Борис Клюєв — Аракчеєв
- Ерік Фратічеллі — Наполеон
- Дмитро Ісаєв — Олександр I
- Гедімінас Адомайтіс — Арман де Коленкур
- Павел Дельонг — Ледоховський
- Олексій Макаров — Троїцький
- Єгор Пазенко — Уваров
- Володимир Гостюхін — Турусов-старший
- Світлана Меткіна — Марія Валевська

## Знімальна група
- Режисер-постановник — Олег Фесенко
- Звукорежисер — Сергій Чупров

## Прокат
- Дистриб'ютор — «Централ Партнершип»
- Прем'єра в Росії планувалася на 7 вересня 2012.